# Battleground 2016
Battleground 2016 was een professioneel worstel-pay-per-view (PPV) en WWE Network evenement dat georganiseerd werd door de WWE. Dit evenement was de vierde editie van Battleground en vond plaats in het Verizon Center in Washington D.C. op 24 juli 2016.
Er werden negen wedstrijden georganiseerd. In het main event verdedigde Dean Ambrose met succes zijn WWE Championship door voormalige kampioenen en teampartners Seth Rollins en Roman Reigns te verslaan.

## Wedstrijden
| Nr. | Match | Winnaar(s)                       |
| --- | --- | -------------------------------- |
| 1P | The Usos (Jimmy Uso & Jey Uso) vs. Breezango (Tyler Breeze & Fandango) in een tag team match                                    | Breezango                        |
| 2 | Charlotte & Dana Brooke vs. Sasha Banks & Bayley in een tag team match                                                          | Sasha Banks & Bayley             |
| 3 | The New Day vs. The Wyatt Family in een 6-man tag team match                                                                    | The Wyatt Family                 |
| 4 | Rusev (c) (met Lana) vs. Zack Ryder in een één-op-één match voor het WWE United States Championship                             | Rusev (c)                        |
| 5 | Sami Zayn vs. Kevin Owens in een één-op-één match                                                                               | Sami Zayn                        |
| 6 | Becky Lynch vs. Natalya in een één-op-één match                                                                                 | Natalya                          |
| 7 | The Miz (c) (met Maryse) vs. Darren Young (met Bob Backlund) in een één-op-één match voor het WWE Intercontinental Championship | Geen winnaar; The Miz (c)        |
| 8 | John Cena, Enzo Amore & Big Cass vs. The Club (A.J. Styles,Karl Anderson & Luke Gallows) in een 6-man tag team match            | John Cena, Enzo Amore & Big Cass |
| 9 | Dean Ambrose vs. Seth Rollins vs. Roman Reigns in een triple threat match voor het WWE Championship                             | Dean Ambrose (c)                 |
| (c) – Geeft aan dat de deelnemer(s) kampioen(en) is voor de match P – Geeft aan dat de match plaatsvond in de pre-show | |                                  |